# Limbangan Sari
Limbangan Sari is een bestuurslaag in het regentschap Cianjur van de provincie West-Java, Indonesië. Limbangan Sari telt 8779 inwoners (volkstelling 2010).